# The Rolling Stones (Album)
The Rolling Stones ist das erste in Großbritannien veröffentlichte Studioalbum der Rolling Stones. Es erschien am 16. April 1964 in Deutschland und Großbritannien bei Decca Records.

## Album-Geschichte
Das Album war in Europa nur in Mono erhältlich; in den USA erschien am 30. Mai 1964 unter dem Titel The Rolling Stones: England’s Newest Hit Makers auch eine Version in sogenanntem „reprocessed stereo“ mit dem gleichen Coverfoto, allerdings mit der geänderten Aufschrift. Außerdem wurde auf dem US-Album Mona (I Need You Baby) durch die Single Not Fade Away ersetzt.
Das erste Album der Rolling Stones wurde zwischen dem 3. Januar und 25. Februar 1964 in den Regent Sound Studios in London mit einem Zweispur-Tonbandgerät aufgenommen, viele Songs davon in einem Durchlauf. Der Musikproduzent des Albums, Andrew Loog Oldham, war ebenso jung und unerfahren wie die Mitglieder der Gruppe. Daher ließ er die Band im Studio relativ frei agieren. Das Ergebnis war ein rau und ungekünstelt wirkender Live-im-Studio-Klang der Aufnahmen. Das unüberhörbare Bandrauschen vermindert die Dynamik der Aufnahmen nicht. Für die Aufnahmetechnik war der Decca-Toningenieur Bill Farley verantwortlich.
Auf der britischen Originalausgabe vom April 1964 sind auf der Vorderseite der Albumhülle lediglich die Bandmitglieder abgebildet – die Vorderseite zeigt weder den Bandnamen noch den Albumtitel –, eine zur damaligen Zeit neue und ungewöhnliche Idee von Bandmanager Andrew Loog Oldham. Auf der Rückseite befinden sich Schwarz-weiß-Porträtfotos der einzelnen Bandmitglieder vom britischen Fotografen David Bailey, ein kurzer Artikel über die Rolling Stones von Andrew Loog Oldham sowie die Titelliste. Auf der Albumhülle einer späteren Ausgabe sind zwei kleine, diagonal versetzte Fotos der Band abgebildet, einmal von vorne und einmal von hinten aufgenommen. Der Bandname ist der Albumtitel und steht rechts oben, links unten die Titelliste.
Das Songmaterial besteht aus neun Coverversionen aus dem Genre Rhythm and Blues und drei Eigenkompositionen. Nur beim Stück Tell Me ist als Autorenteam Mick Jagger und Keith Richard[s] angegeben, bei den anderen beiden Eigenkompositionen wird das Pseudonym Phelge verwendet. Die auf einigen frühen Platten verwendete Autorenangabe Nanker/Phelge war ein Pseudonym für Jagger/Richards oder für die gesamte Band. Mit Uncle Phil und Uncle Gene als Zusatz bei Now I’ve Got a Witness sind Phil Spector und Gene Pitney gemeint. Auch beim Song Little by Little ist Phil Spector als Co-Autor neben Phelge angegeben.
In Großbritannien erreichte das Album in der Hitparade Platz 1, blieb dort 11 Wochen und hielt sich insgesamt 51 Wochen in den Charts. In Deutschland kam die LP bis auf Platz 2 bei insgesamt 40 Wochen Verweildauer in der Hitparade. In den USA erreichte England’s Newest Hit Makers Platz 11 der Charts.

## Titelliste
| Seite 1: 1. Route 66 (Bobby Troup) – 2:20 2. I Just Want to Make Love to You (Willie Dixon) – 2:16 3. Honest I Do (Jimmy Reed) – 2:08 4. Mona (I Need You Baby) (Ellas McDaniel) – 3:32 5. Now I’ve Got a Witness (Like Uncle Phil and Uncle Gene) (Phelge) – 2:28 6. Little By Little (Phelge/Spector) – 2:37 Erstmals veröffentlicht am 21. Februar 1964 als B-Seite der Single Not Fade Away Seite 2: 1. I’m a King Bee (James Moore) – 2:33 2. Carol (Chuck Berry) – 2:31 3. Tell Me (You’re Coming Back) (Jagger/Richard) – 4:05 Aufgenommen Anfang 1964 ist dies der erste Titel der Rolling Stones, bei dem als Komponisten Mick Jagger und Keith Richard[s] angegeben sind 4. Can I Get a Witness (Holland–Dozier–Holland) – 2:54 5. You Can Make It If You Try (Ted Jarrett) – 2:0 6. Walking the Dog (Rufus Thomas) – 3:08 | Seite 1: 1. Not Fade Away (Norman Petty/Buddy Holly) – 1:48 Erstmals am 21. Februar 1964 als Single in Großbritannien veröffentlicht, wo sie Platz 3 der Charts erreichte 2. Route 66 (Troup) – 2:20 3. I Just Want to Make Love to You (Dixon) – 2:15 4. Honest I Do (Reed) – 2:07 5. Now I’ve Got a Witness (Like Uncle Phil and Uncle Gene) (Phelge) – 2:28 6. Little by Little (Phelge/Spector) – 2:35 Seite 2: 1. I’m a King Bee (Moore) – 2:33 2. Carol (Berry) – 2:35 3. Tell Me (You’re Coming Back) (Jagger/Richard[s]) – 3:47 4. Can I Get a Witness (Holland–Dozier–Holland) – 3:00 5. You Can Make It If You Try (Jarrett) – 2:10 6. Walking the Dog (Thomas) – 3:10 |